# Mamífer marí militar

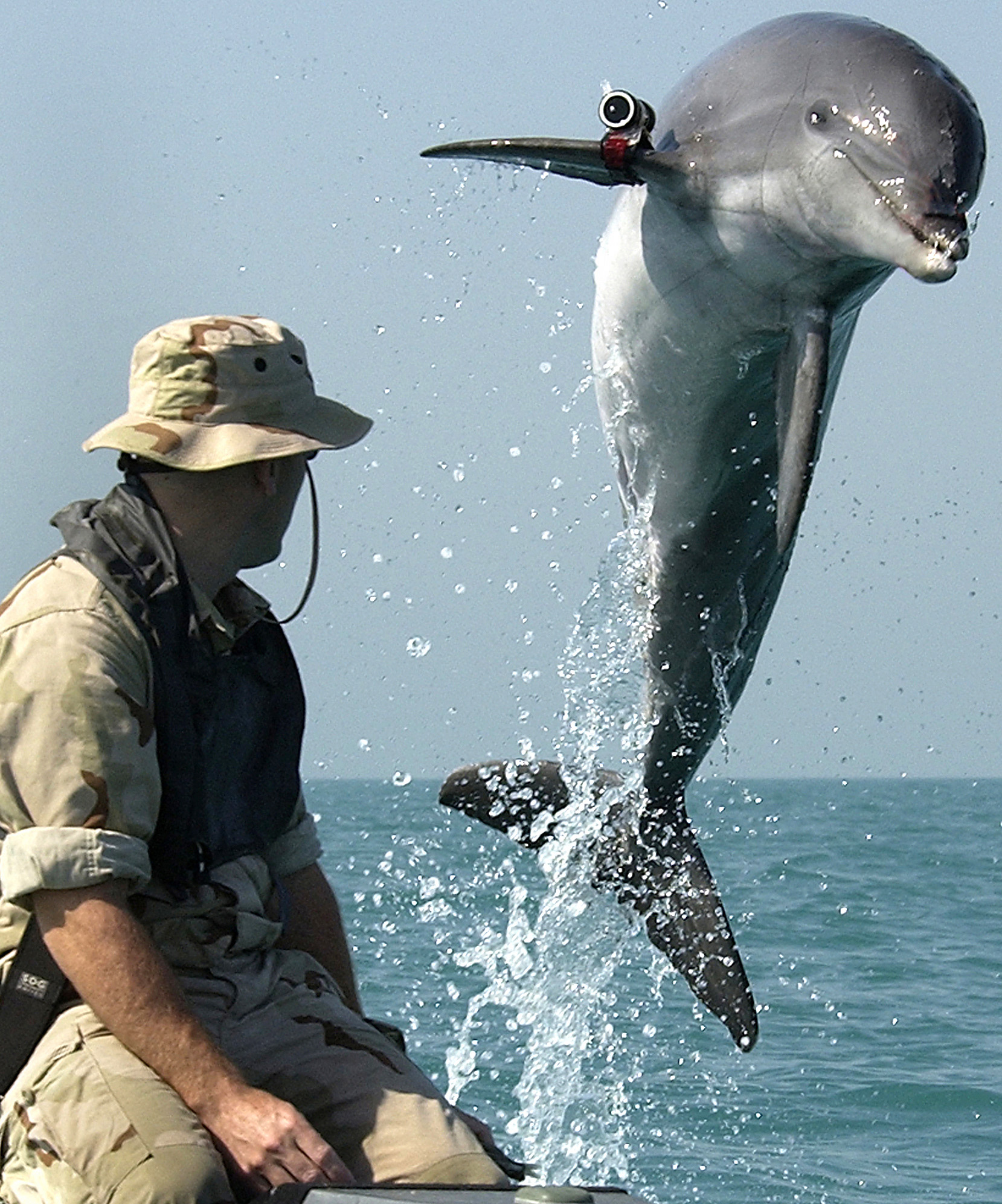
KDog, un dofí del Programa de Mamífers Marins de la Marina dels Estats Units equipat amb un emissor de localització, netejà el golf Pèrsic de mines durant la Guerra de l'Iraq.

Un mamífer mamí militar és un cetaci o un pinnípede ensinistrat per dur a terme operacions militars. Entre les mamífers marins emprats hi ha els dofins mulars, les foques, els lleons marins i les belugues. Tant els Estats Units com la Unió Soviètica han ensinistrat delfínids per a diverses aplicacions. S'encarreguen de tasques com ara la protecció de naus i ports, la identificació i la neteja de mines i la recuperació d'objectes, així com la cerca i el rescat de nedadors desapareguts.